# 德鲁日诺耶 (叶纳基耶沃市议会)
德鲁日诺耶，又按乌克兰语名译为德魯日内（烏克蘭語：Дружне），法理上是烏克蘭東部頓涅茨克州霍尔利夫卡区叶纳基耶韦市镇内的镇。然而其于2014年由顿涅茨克人民共和国实际控制，并沿用旧有行政区划，由叶纳基耶沃市议会管辖。该村分別距離叶纳基耶沃（叶纳基耶韦）10公里和頓涅茨克55公里，海拔高度192米，2013年人口676，96%居民使用俄語。